# Liebeskind Verlag

Logo Liebeskind Verlag

Der Liebeskind Verlag ist ein im Jahre 2000 gegründeter unabhängiger deutscher Verlag. Er versteht sich als rein literarischer Verlag, dessen Schwerpunkt auf zeitgenössischer internationaler Literatur und Essayistik liegt.
Der Verlag firmiert als Verlagsbuchhandlung Liebeskind und hat die Rechtsform einer GmbH & Co. KG; der Verlagssitz ist in München.
Hervorgegangen ist der Verlag aus der von Hans Liebeskind und Jürgen Christian Kill begründeten und damals im Münchner Gärtnerplatzviertel ansässigen Sortimentsbuchhandlung Liebeskind. Heute ist Kill alleiniger Inhaber des Verlags und zeichnet für das Programm verantwortlich.
Die ersten fünf Titel des Verlags erschienen im Herbst 2001. Seitdem wurden nach Verlagsangaben acht bis zehn Titel im Jahr veröffentlicht. Unter den Autoren befinden sich Neuentdeckungen wie Cécile Wajsbrot oder Yōko Ogawa, aber auch Klassiker wie Marcel Proust, Werke von zu Unrecht vergessenen Autoren wie John Barth und Mordecai Richler, ebenso  aber auch kaum veröffentlichte Gegenwartsromane von Autoren wie Philip K. Dick, die vielmehr durch prägende Werke in anderen Genres wie der Science-Fiction weltbekannt wurden.
Im Frühjahr 2005 wurde ein fester Programmplatz für literarische Kriminalromane eingerichtet. Gleich der erste Liebeskind-Krimi – »1974« des britischen Autors David Peace – wurde mit dem renommierten Deutschen Krimi Preis ausgezeichnet. In den folgenden Jahren schafften es zahlreiche Liebeskind-Titel auf die Krimi-Bestenliste; 2008 gewann mit James Sallis erneut ein Liebeskind-Autor den Deutschen Krimi Preis.
2008 wurde Verleger Jürgen Christian Kill mit dem Zillmer-Preis für verdienstvolles verlegerisches Handeln ausgezeichnet. Die Jury hob die hohe literarische Qualität des Liebeskind-Programms hervor und lobte die handwerkliche Sorgfalt, mit der die Bücher gestaltet sind.
2009 war Liebeskind Mitinitiator der Hotlist, des jährlich vergebenen Buchpreises der unabhängigen Verlage. 2019 und 2020 erhielt er den Deutschen Verlagspreis und wurde dabei 2020 mit einem der drei Spitzenpreise als „herausragender Verlag“ ausgezeichnet.